# Минамисанрику

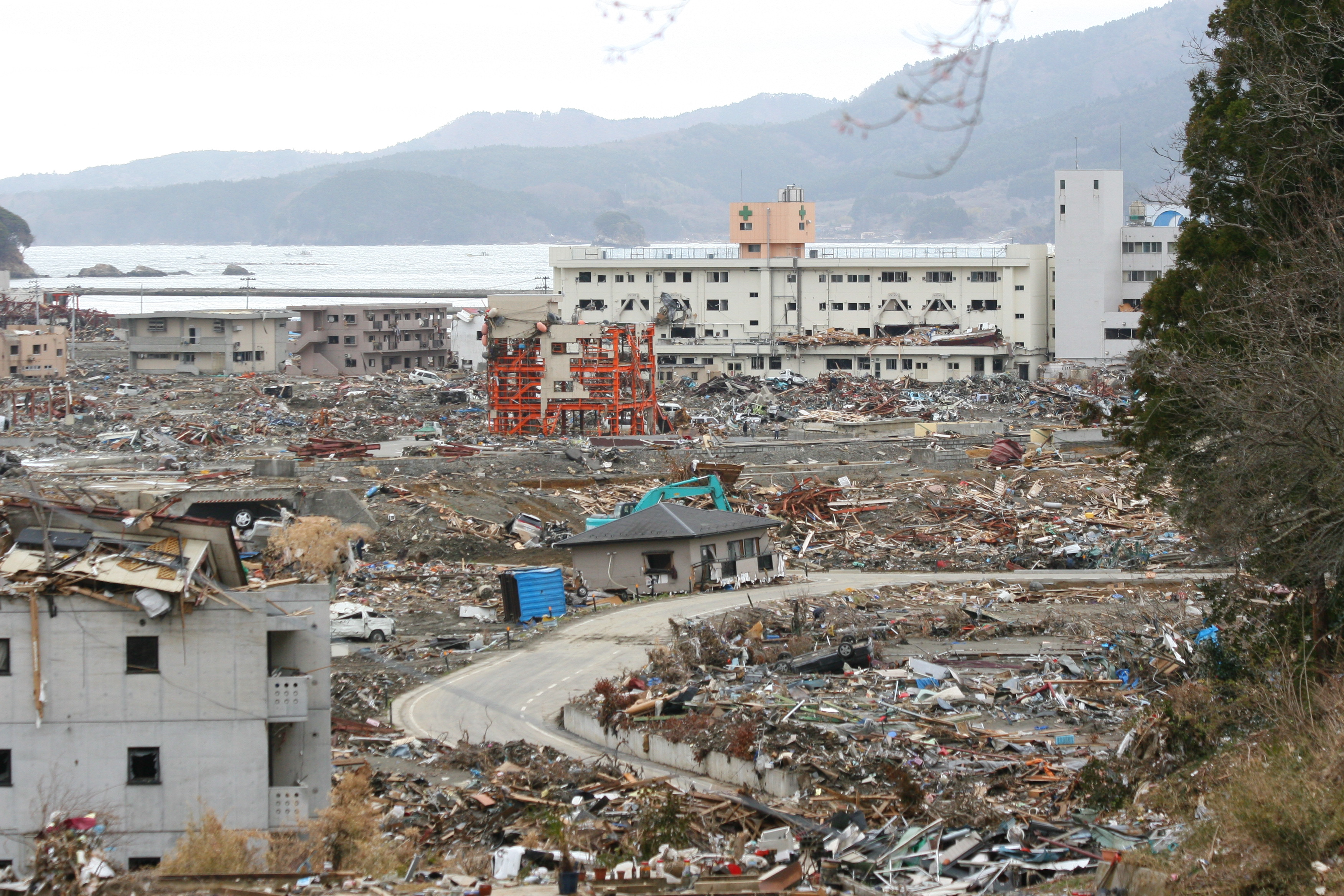
Окрестности государственной больницы Шидзугава в посёлке Минамисанрику после цунами 2011 года, через 1 месяц после землетрясения.

Минамисанрику (яп. 南三陸町 Минамисанрику-тё:) — посёлок в Японии, находящийся в уезде Мотоёси префектуры Мияги. Площадь посёлка составляет 163,74 км², население — 14 334 человека (31 июля 2014), плотность населения — 87,54 чел./км².

## Географическое положение
Посёлок расположен на острове Хонсю в префектуре Мияги региона Тохоку. С ним граничат города Исиномаки, Томе, Кесеннума.

## Цунами
После цунами, вызванного землетрясением 11 марта 2011 года, в портовом городе без вести пропали 9500 человек.

## Население
Население посёлка составляет 14 334 человека (31 июля 2014), а плотность — 87,54 чел./км². Изменение численности населения с 1980 по 2005 годы:
| 1980 | 22 243 чел. |  |
| 1985 | 21 970 чел. |  |
| 1990 | 21 401 чел. |  |
| 1995 | 20 428 чел. |  |
| 2000 | 19 860 чел. |  |
| 2005 | 18 645 чел. |  |

## Символика
Деревом посёлка считается Machilus thunbergii, цветком — рододендрон, птицей — беркут.